# Кольцово (Самарская область)
Кольцово — село в Ставропольском районе Самарской области. Административно входит в сельское поселение Севрюкаево.

## Название
По легенде села Ермаково и Кольцово названы в честь казачьих атаманов Ермака и Ивана Кольцо. Исторические документы свидетельствуют, что село было основано на земле, пожалованной за службу А. Н. Кольцову. Другие названия Кольцовка и Николаевское (пошедшее от престола приходской церкви).

## География
Село находится на юге Самарской Луки, на берегу протоки Кольцовская Воложка. Связано грунтовой дорогой с селом Мордово.

## История
В окрестностях села было обнаружено 8 древних поселений от срубной культуры середины II тыс. до н. э. до средневековых именьковской и болгарской культур.
Кольцово было основано в конце XVII—начале XVIII века. После многочисленных покупок и перепродаж крестьян к 1762 году 72 крепостных мужчин принадлежали пятерым помещикам. По переписи 1795 года население составило 188 человек (90 мужчин). К началу XX века село выросло до 283 дворов и 1780 жителей. В 1767 году на средства Анастасии Александровны Ощериной была построена Николаевская церковь. В 1898 году в отдельном здании была открыта церковно-приходская школа.
В послевоенные годы село опустело. Однако тольяттинские верующие по благословению архиепископа Самарского и Сызранского Сергия (Полеткина) в 2006 году построили здесь храм и келейный корпус с трапезной и домовым храмом во имя святителя Николая Чудотворца в память о храме, бывшим в селе до революции. Здесь проживает небольшая община иночествующих.

## Население
| 2010 |
| ---- |
| 0    |